# Aceituna kalamata

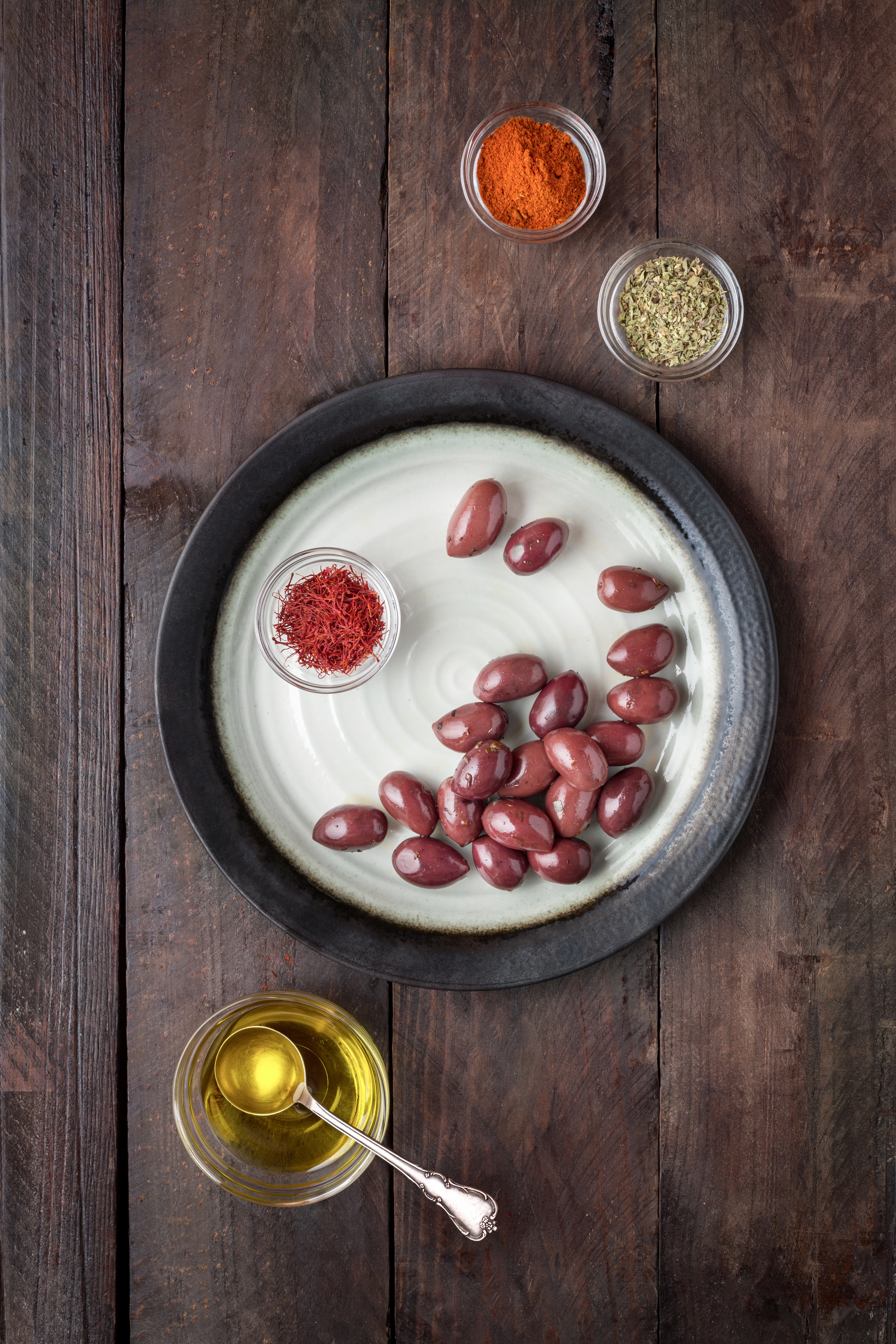
Vista cenital de aceitunas Kalamata

La aceituna kalamata es una variedad de aceituna de mesa de color oscuro, originaria de Grecia y cultivada también en otros países del Mediterráneo. Está considerada un producto de gran calidad por sus características organolépticas. Reciben su nombre por ser una variedad dominante en la localidad griega de Kalamata, situada en el sur del Peloponeso, si bien el cultivo de esta variedad se ha extendido también a otros países (Egipto, Turquía, Chile, etc.). Pueden consumirse directamente como aperitivo o formando parte de otros platos, como la típica ensalada griega y otros tipos de ensaladas así como en la elaboración de platos cocinados donde las aceitunas se usan como ingrediente.

## Descripción
Las aceitunas Kalamata se llaman así porque originalmente se cultivaron en la región alrededor de Kalamata, que incluye Messenia y la cercana Laconia, ambas ubicadas en la península del Peloponeso. Ahora se cultivan en muchos lugares del mundo, incluso en Estados Unidos y Australia. Son de color morado oscuro, regordetas y con forma de almendra, de un árbol que se distingue de otras variedades de olivo por el tamaño de sus hojas, que son más grandes. Los árboles son intolerantes al frío y susceptibles a la verticilosis pero son resistentes a Pseudomonas savastanoi y a la mosca del olivo.
No se pueden recolectar y deben recogerse a mano para evitar magulladuras. Se clasifican como aceitunas negras.

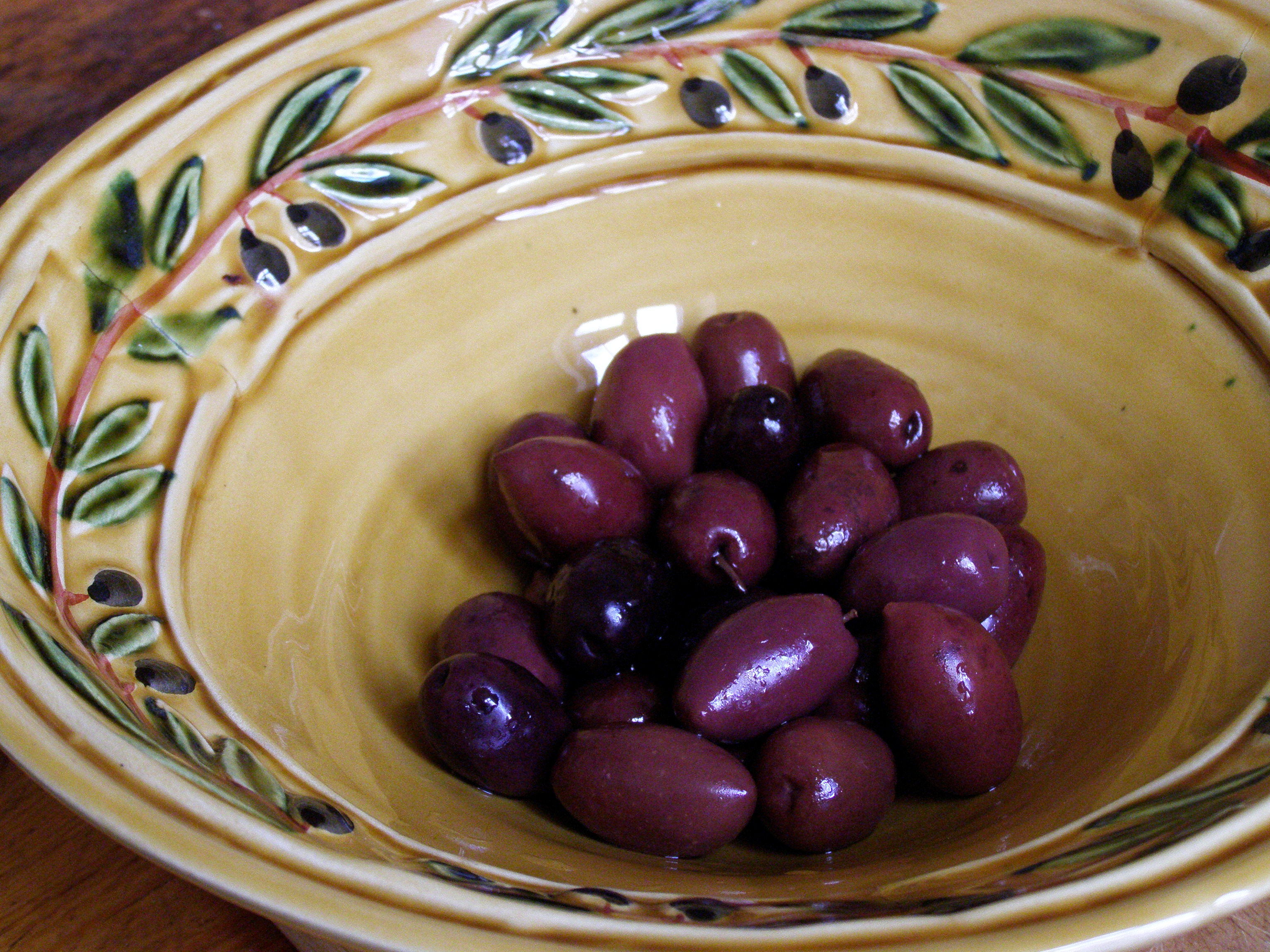
Plato con olivas negras Kalamata.

## Elaboración
Pueden prepararse de diferentes formas para su comercialización. Se parte de frutos frescos maduros que, tras su recolección durante el invierno, deben primero pasar por un proceso de fermentación láctica y conservación en salmuera. Posteriormente pueden envasarse añadiendo vinagre y aceite de oliva, así como diferentes aliños, o venderse directamente a granel. Gozan de gran aceptación en Grecia y otros países limítrofes y países productores, así como en muchas otras partes del mundo.